# Élection du Premier ministre tibétain de 2001
L'élection du Premier ministre (kalon tripa) de l'administration centrale tibétaine (ACT, gouvernement tibétain en exil) a eu lieu le 29 juillet 2001 sont les premières élections tibétaines au suffrage universel direct. L'élection du kalon tripa faisait partie d'une série de réformes encouragées par le 14e dalaï-lama pour la démocratisation de la communauté tibétaine en exil. Lobsang Tenzin , le 5e Samdhong Rinpoché a remporté l'élection avec plus de 80 % des voix.
Cette élection au suffrage universelle directe marquait une étape de démocratisation, même si paradoxalement les électeurs choisirent un chef religieux charismatique, Samdhong Rinpoché qui a toujours affirmé son attachement à la « culture de la démocratie ».

## Primaires
Le 12 mai 2001, les électeurs tibétains votèrent pour la première fois pour le Premier ministre tibétain, appliquant pour la première fois le principe d'égalité devant l'urne. L'élections se déroula dans 25 États où réside la diaspora tibétaine dans le monde. Les urnes furent apportées par les commissions électorale régionales au siège de la Commission électorale de l'Administration centrale tibétaine à Gangshen Kyichong à Dharamsala.
Sans s'être formellement déclarés, six candidats se sont retrouvés en lice aux résultats du second tour. Ils furent identifiés par les Tibétains comme des candidats potentiels à la fonction de premier ministre. Les deux favoris illustraient la rémanence du religieux, mais pas celle du factionnalisme. L'un d'eux avait déjà été Premier ministre et l'autre était un haut lama gélougpa connu pour sa vision politique.
| Candidat               | Position                                     | Votes   | %     |
| ---------------------- | -------------------------------------------- | ------- | ----- |
| Lobsang Tenzin         | Samdhong Rinpoché                            | 31, 444 | 82.75 |
| Juchen Thupten Namgyal | Ancien premier ministre                      | 3, 732  | 9.82  |
| Gyalo Thondup          | Ancien premier ministre, frère du dalaï-lama | 2, 304  | 6.06  |
| Gyari Lodoe Gyaltsen   |                                              | 330     | 0.86  |
| Tenzin Namgyal Tethong | Ancien premier ministre                      | 104     | 0.27  |
| Sakya Trizin           | Chef de l'école sakyapa                      | 84      | 0.22  |
| Source : ACT           |                                              |         |       |

## Second tour
Samdhong Rinpoché fut élu avec 84,54 % des votes contre 12 % pour Juchen Thupten Namgyal. Le dalaï-lama déclara que la fonction de kalon tripa était la plus importante de l'administration centrale tibétaine.